# Campionat del Món de Clubs de futbol 2014
El Campionat del Món de Clubs de futbol 2014 fou una competició de futbol organitzada per la FIFA que es va celebrar al Marroc durant el mes de desembre de 2014.

## Equips classificats
Els següents equips es van classificar per al torneig:
| Entren a les semifinals        | Entren a les semifinals                                                                   |
| ------------------------------ | ----------------------------------------------------------------------------------------- |
| San Lorenzo                    | Guanyador de la Copa Libertadores 2014 de la Confederació Sudamericana de Futbol          |
| Reial Madrid                   | Guanyador de la Lliga de Campions de la UEFA 2013-14 de la UEFA                           |
| Entren als quarts              |                                                                                           |
| Western Sydney Wanderers       | Guanyador de la Lliga de Campions d'Àsia 2014 de la Confederació Asiàtica de Futbol       |
| ES Sétif                       | Guanyador de la Lliga de Campions d'Àfrica 2014 de la Confederació Africana de Futbol     |
| Cruz Azul                      | Guanyador de la Lliga de Campions de la CONCACAF 2013-14 de la CONCACAF                   |
| Juguen una eliminatòria prèvia |                                                                                           |
| Auckland City FC               | Guanyador del Campionat de Clubs d'Oceania 2013-14 de la Confederació de Futbol d'Oceania |
| Moghreb de Tetuan              | Guanyador de la Botola                                                                    |

## Seus
Les seus per als partits van ser a Rabat i Marràqueix.
| Rabat                                                        | RabatMarràqueix | Marràqueix                                         |
| ------------------------------------------------------------ | --------------- | -------------------------------------------------- |
| Estadi del Príncep Moulay Abdellah                           | RabatMarràqueix | Stade de Marrakech                                 |
| 33° 57′ 35.55″ N, 6° 53′ 20.81″ O / 33.9598750°N,6.8891139°O | RabatMarràqueix | 31° 42′ 24″ N, 7° 58′ 50″ O / 31.70667°N,7.98056°O |
| Capacitat: 52.000                                            | RabatMarràqueix | Capacitat: 45.240                                  |
|                                                              | RabatMarràqueix |                                                    |

## Quadre de competició
Si un partit quedava empatat després del temps normal de joc:
- Per les eliminatòries, es jugava una pròrroga. Si continuava l'empat es feia un llançament de penals per determinar el guanyador.
- Als partits per al cinquè i el tercer lloc, no es jugava pròrroga, i es feia directament el llançament de penals

|  | Prèvia                      | Prèvia                      |                             |                    | Quarts de final        | Quarts de final        |             |             | Semifinals | Semifinals |  |  | Final                       | Final                       |
|  | 10 de desembre – Rabat      |                             |                             |                    |                        |                        |             |             |            |            |  |  |                             |                             |
|  | Moghreb de Tetuan           | 0 (3)                       |                             |                    | 13 de desembre – Rabat | 13 de desembre – Rabat |             |             |            |            |  |  |                             |                             |
|  | Moghreb de Tetuan           | 0 (3)                       |                             |                    | 13 de desembre – Rabat | 13 de desembre – Rabat |             |             |            |            |  |  |                             |                             |
|  | Auckland C. (pen.)          | 0 (4)                       |                             |                    | Auckland C.            | 1                      |             |             |            |            |  |  |                             |                             |
|  | Auckland C. (pen.)          | 0 (4)                       | 17 de desembre – Marràqueix |                    | Auckland C.            | 1                      |             |             |            |            |  |  |                             |                             |
|  |                             |                             |                             |                    | ES Sétif               | 0                      |             |             |            |            |  |  |                             |                             |
|  | Auckland C.                 | 1                           |                             |                    | ES Sétif               | 0                      |             |             |            |            |  |  |                             |                             |
|  | Auckland C.                 | 1                           |                             |                    |                        |                        |             |             |            |            |  |  |                             |                             |
|  |                             |                             | San Lorenzo (pròrr.)        | 2                  |                        |                        |             |             |            |            |  |  |                             |                             |
|  |                             |                             | San Lorenzo (pròrr.)        | 2                  |                        |                        |             |             |            |            |  |  |                             |                             |
|  |                             |                             | 20 de desembre – Marràqueix |                    |                        |                        |             |             |            |            |  |  |                             |                             |
|  |                             |                             |                             |                    |                        |                        |             |             |            |            |  |  |                             |                             |
|  | San Lorenzo                 | 0                           |                             |                    |                        |                        |             |             |            |            |  |  |                             |                             |
|  | San Lorenzo                 | 0                           | 13 de desembre – Rabat      |                    |                        |                        |             |             |            |            |  |  |                             |                             |
|  |                             | Reial Madrid                | 2                           |                    |                        |                        |             |             |            |            |  |  |                             |                             |
|  |                             |                             | 2                           | Cruz Azul (pròrr.) | 3                      |                        |             |             |            |            |  |  |                             |                             |
|  | 16 de desembre – Marràqueix |                             |                             | Cruz Azul (pròrr.) | 3                      |                        |             |             |            |            |  |  |                             |                             |
|  |                             | Western Sydney Wanderers    | 1                           |                    |                        |                        |             |             |            |            |  |  |                             |                             |
|  | Cruz Azul                   | Western Sydney Wanderers    | 1                           | 0                  |                        |                        |             |             |            |            |  |  |                             |                             |
|  | Cruz Azul                   | Cinquè lloc                 | Cinquè lloc                 | 0                  |                        |                        | Tercer lloc | Tercer lloc |            |            |  |  |                             |                             |
|  |                             | Cinquè lloc                 | Cinquè lloc                 |                    | Reial Madrid           | 4                      | Tercer lloc | Tercer lloc |            |            |  |  |                             |                             |
|  | ES Sétif (pen.)             | 2 (5)                       | Auckland C. (pen.)          | 1 (4)              | Reial Madrid           | 4                      |             |             |            |            |  |  |                             |                             |
|  | ES Sétif (pen.)             | 2 (5)                       | Auckland C. (pen.)          | 1 (4)              |                        |                        |             |             |            |            |  |  |                             |                             |
|  | Western Sydney Wanderers    | 2 (4)                       | Cruz Azul                   | 1 (2)              |                        |                        |             |             |            |            |  |  |                             |                             |
|  | Western Sydney Wanderers    | 2 (4)                       | Cruz Azul                   | 1 (2)              |                        |                        |             |             |            |            |  |  |                             |                             |
|  | 17 de desembre – Marràqueix | 17 de desembre – Marràqueix |                             |                    |                        |                        |             |             |            |            |  |  | 20 de desembre – Marràqueix | 20 de desembre – Marràqueix |